# Tavarna
Tavarna (szlovákul: Tovarné) község Szlovákiában, az Eperjesi kerületben, a Varannói járásban.

## Fekvése
Varannótól 11 km-re északkeletre, az Ondava bal oldalán fekszik.

## Története
A települést 1479-ben „Thavarna” alakban említik először, de Zemplén vármegye monográfiája szerint már 1215-ben is említik. Kezdetben Zemplén várának uradalmához tartozott, így királyi birtok volt. A várhoz tartozó szolgálónépek lakták. A 15. században a homonnai uradalom részeként a Drugethek birtoka lett. 1562-ben az Olchváry, 1598-ban a Barkóczí család szerzett itt birtokot. 1600-ban 15 jobbágyház állt a településen. 1715-ben 9, 1720-ban 6 háztartása adózott.
A 18. század végén Vályi András így ír róla: „TAVARNA. Tót falu Zemplén Várm. földes Ura Gr. Barkóczy Uraság, lakosai katolikusok, fekszik Varannóhoz 1 órányira; dombos határja 3 nyomásbéli, búzát, és gabonát terem, erdeje van, szőleje nints, piatza Varannón.”
1828-ban 61 házában 462 lakos élt.
Fényes Elek 1851-ben kiadott geográfiai szótárában így ír a faluról: „Tavarna, tót falu, Zemplén vmegyében, Matyasovicz fil. az Ondava mellett: 382 romai, 58 g. kath. lak. Kastély, 744 hold szántóföld, 514 h. szántófölddel, malommal. F. u. Szirmay. Ut. p. Vecse.”
1900-ban 522 lakosa volt.
Borovszky Samu monográfiasorozatának Zemplén vármegyét tárgyaló része szerint: „Tavarna, tót kisközség, 86 házzal és 523 lakossal, kiknek nagyobb része róm. kath. vallású. Saját postája és távírója van, vasúti állomása Homonna vagy Őrmező. Ősrégi község, mely hajdan a zempléni vár tartozéka volt s a vár szekeresei, fuvarosai (tavornici regis) lakták. Már 1215-ben említtetik először. Azután a Drugetheké lett, a kik ott már a XV. század közepe táján birtokosok. 1562-ben Olchváry Györgyöt is némely részeibe iktatják, míg az 1598-iki összeírás Révay Gábort említi birtokosául. Azután a Barkóczyak lettek az urai, később azonban a gróf Szirmayaknak is volt benne részük. Most a gróf Barkóczy Jánostól alapított hitbizományhoz tartozik, melynek gróf Hadik-Barkóczy Endre a haszonélvezője. A Barkóczyak itt kastélyt is építettek, melyet az 1778-iki földrengés romba döntött. A mostani kastélyt 1832-ben gróf Barkóczy János építtette, de két mellékszárnya 1851-ben épült. A kastélyt, mely nagyúri kényelemmel van berendezve, szép park veszi körül. Sok műbecscsel bíró tárgy és családi festmény látható itt s ez utóbbiak a Hadikok és a Barkóczyak kiválóbb alakjait ábrázolják. A község róm. kath. temploma 1749-ben épült.”
A trianoni diktátumig Zemplén vármegye Varannói járásához tartozott.

## Népessége
| Év:            | 1994. | 2004.   | 2014.   | 2024.   |
| -------------- | ----- | ------- | ------- | ------- |
| Emberek száma: | 1056  | 1090    | 999     | 977     |
| Eltérés:       |       | +3,21 % | -8,34 % | -2,20 % |

| Év:            | 2023. | 2024. |
| -------------- | ----- | ----- |
| Emberek száma: | 977   | 977   |
| Eltérés:       |       | +0 %  |

1910-ben 552-en, többségében magyarok lakták, jelentős szlovák kisebbséggel.
2001-ben 1076 lakosából 1044 szlovák volt.
2011-ben 1042 lakosából 985 szlovák.

## Nevezetességei
- Római katolikus temploma 1794-ben épült.
- A Barkóczy-kastély 1832-ben épült a korábbi kastély helyén, 1851-ben két épületszárnnyal bővítették. A kastélyt szép park övezi, melyben mintegy 200 ritka fa- és növényfajta található, köztük számos fenyőfaj, tölgy, gesztenye és hársfák.